# Saint-Germain-Laprade
 Saint-Germain-Laprade  es una población y comuna francesa, situada en la región de Auvernia, departamento de Alto Loira, en el distrito de Le Puy-en-Velay y cantón de Le Puy-en-Velay-Est.

## Demografía
| 1135 | 1166 | 1491 | 2169 | 2739 | 2992 |
| Para los censos de 1962 a 1999 la población legal corresponde a la población sin duplicidades (Fuente: INSEE [Consultar]) |      |      |      |      |      |